# Minateda
Minateda es una localidad española perteneciente al municipio de Hellín, en la provincia de Albacete. En 2023 contaba con 72 habitantes.

## Historia
La localidad pertenece al término municipal albaceteño de Hellín, en la comunidad autónoma de Castilla-La Mancha. En 2023 contaba con 72 habitantes. En los alrededores de la localidad, donde existen una series de pinturas rupestres pertenecientes al conjunto de arte rupestre del arco mediterráneo de la península ibérica, declarado patrimonio de la humanidad, se encuentra el llamado Tolmo de Minateda.